# Final Girl (American Horror Story)
«Final Girl» —en español: «Chica final»— es el noveno episodio y final de la novena temporada de la serie de televisión de antología American Horror Story. Se emitió el 13 de noviembre de 2019, en FX. El episodio de 47 minutos, fue escrito por Crystal Liu, y dirigido por John J. Gray.

## Argumento
En 2019, el hijo ya adulto de Richter, Bobby, regresa a un abandonado Campamento Redwood en busca de respuestas, tras haber recibido cheques de un benefactor desconocido desde la infancia. Se encuentra con Montana y Trevor, quienes le explican que Richter desapareció después de ser arrastrado al lago y nunca regresó. Revelan lo que pasó en 1989: para evitar más muertes, Trevor bloquea el tráfico a la entrada del Campamento Redwood. Margaret le dispara fuera de la propiedad del campamento y lo deja morir, pero Brooke aparece y le ayuda a entrar en el terreno para que pueda volver como un fantasma. El fantasma de Trevor entonces ataca a Bruce y lo echa del terreno para que muera. Los consejeros muertos determinan que la única manera de detener a Ramírez es matarlo una y otra vez, lo cual hacen durante treinta años. En 2019, Ramírez se despierta una vez más y ataca a Bobby; Montana saca a Bobby de los terrenos y lo dirige al asilo. Allí conoce a Donna, ahora directora del asilo, quien explica que en 1989 los fantasmas asesinaron brutalmente a Margaret, pero no antes de que Brooke aparentemente muriera en una pelea con ella. Donna y Bobby rastrean el dinero de Bobby hasta la casa de Brooke aún viva, que sobrevivió y escapó del Campamento Redwood con la ayuda de Ray. Bobby vuelve de nuevo a Camp Redwood donde el fantasma de Margaret intenta matarlo repetidamente, pero es salvado por Richter, Lavinia y los consejeros. Bobby comparte una despedida llena de lágrimas con su familia y se marcha.

## Elenco

### Principal
- Emma Roberts como Brooke Thompson[2]
- Billie Lourd coomo Montana Duke[2]
- Leslie Grossman como Margaret Booth[2]
- Cody Fern como Xavier Plympton[2]
- Matthew Morrison como Trevor Kirchner[2]
- Gus Kenworthy como Chet Clancy[2]
- John Carroll Lynch como Benjamin Richter / Sr. Jingles[2]
- Angelica Ross como Rita / Donna Chambers[2]
- Zach Villa como Richard Ramirez[2]

### Invitados
- Finn Wittrock como Bobby Richter
- DeRon Horton comp Ray Powell
- Lou Taylor Pucci como Jonas Shevoore
- Leslie Jordan como Courtney
- Tara Karsian como la Chef Bertie
- Sean Liang como Wide Load
- Lily Rabe como Lavinia Richter
- Dylan McDermott como Bruce

## Recepción
«Final Girl» fue visto por 1.08 millones de personas durante su emisión original, y obtuvo una cuota de audiencia de 0.5 entre los adultos de 18 a 49 años.
El episodio recibió críticas positivas de los críticos, y algunos consideraron que era el mejor final de la serie en años. En Rotten Tomatoes, el episodio tiene un índice de aprobación del 88% basado en 16 críticas, con una calificación promedio de 8.33/10.
Ron Hogan de Den of Geek le dio al episodio un 4/5, diciendo, «Momentos de dulzura aparte, 1984 es una comedia oscura en su corazón, y como los mejores degolladores de los 80, no hay escasez de efectos prácticos dramáticos de sangre y desmembramientos. Presencien la primera vez que los fantasmas caen sobre Richard Ramírez para matarlo, o cuando los fantasmas alcanzan a Margaret y la desmiembran antes de lanzar sus pedazos a una trituradora de madera. [...] Todo lo que los fantasmas querían, y todo lo que cualquiera quiere, es una razón para seguir adelante, para no hundirse en el malestar y el anhelo. ¿Mantener atrapado al hombre de la hoja personal del diablo, vigilar a Bobby, trabajar para deshacer los errores del pasado y construir un futuro mejor? [...] Un espectáculo sangriento y nihilista sobre una década sangrienta y nihilista aún termina con un poco de positividad y amor». Elogió al director del episodio, comentando que «John J. Gray se divierte un poco con los fantasmas esta semana, haciendo que entren y salgan de las escenas, y que aparezcan en medio de las escenas justo fuera de la pantalla, y haciendo que se muevan entre Bobby y el daño mientras persiguen a un Ramírez fugitivo», pero también la actuación de Wittrock cuando escribió «Crédito a Finn Wittrock, a quien no se le ha dado mucho que hacer en el episodio, pero cuando se le llama para las escenas de padre e hijo, es muy conmovedor, y sus relaciones se sienten honestas con los bienintencionados fantasmas».
Kat Rosenfield de Entertainment Weekly le dio al episodio una calificación de A-. Primero mencionó que estaba complacida por la aparición de Finn Wittrock, diciendo que «nuestro favorito y más cincelado alumno de historias de terror está aquí para explorar los secretos del Campamento Redwood». Luego escribió y comentó lo complacida que estaba por el destino de las chicas de la final, Donna y Brooke, llamándolas «lo mejor de las chicas de la final». También disfrutó de los múltiples giros del episodio, especialmente el último en el que los Richter aparecen y salvan a Bobby de Margaret. Rosenfield notó la evolución positiva del personaje de Montana, y la actitud de los fantasmas en general, notando que eran «un grupo mucho más amistoso» que antes. Rosenfield disfrutó mucho del episodio, y de la temporada en general, comentando que «Ha sido una larga, extraña y excepcionalmente apuñalada cabalgata en esta temporada de American Horror Story, pero todo termina aquí».